# The Commish
The Commish es una serie de televisión policiaca que se produjo entre 1991 y 1996. Tiene cinco temporadas y contiene un total de 88 episodios. Tiene 5 temporadas y 93 episodios.

## Argumento
La serie trata del jefe de policía Tony Scali, quien dirige a la policía del pueblo ficticio de Eastbridge en el estado estadounidense de Nueva York. Tiene sobrepeso, pero se ha abierto camino desde que era un patrullero y conoce su trabajo y los peligros a la perfección. También resuelve los casos con creatividad e inteligencia en vez de utilizar fuerza y violencia. Por todo ello sus subordinados lo respetan. También está casado con su esposa Rachel y tiene hijos, el adolescente David y la bebé Sarah. 
La serie trata de su trabajo y de su vida familiar además de tratar temas relacionados con su trabajo como policía como el racismo, la homofobia, el abuso sexual infantil, el consumo de drogas, la violación, etc.

## Reparto
| Actor             | Personaje         | Notas        |
| ----------------- | ----------------- | ------------ |
| Michael Chiklis   | Tony Scali        | 93 episodios |
| Theresa Saldana   | Rachel Scali      | 93 episodios |
| Kaj-Erik Eriksen  | David Scali       | 93 episodios |
| Geoffrey Nauffts  | Stan Kelly        | 66 episodios |
| Melinda McGraw    | Cyd Madison       | 46 episodios |
| John Cygan        | Paulie Pentangeli | 35 episodios |
| Dayna Cornborough | Sarah Scali       | 35 episodios |
| Nicholas Lea      | Ricky Caruso      | 33 episodios |

## Producción
Stephen J. Cannell, en su máximo apogeo, tuvo que relegar parte de su trabajo en otros como Stephen Kronish. Con él creó la serie Unsub. El asesor policial de la serie, Tony Schiembri, bajito, rechoncho, muy profesional, pero tremendamente divertido cautivó desde el principio a Stephen Kronish que pensó en escribir algo sobre esa persona como base de una serie. Recibió el beneplácito de su mentor Stephen J. Cannell.
Cuando la cadena CBS se enteró de la idea, se entusiasmó y le dio luz a la serie de forma casi inmediata. Sin embargo aparecieron problemas con el reparto, ya que CBS quería a alguien gualpo y conocido y Kroonishe y Cannell eligieron a un entonces joven actor desconocido Michael Chiklis. Hubo un conflicto que terminó con CBS renunciando a producirlo, por lo que ABC lo hizo en su lugar.
Una vez hecho, se rodó la serie en Vancouver, Canadá.

## Recepción
La serie tuvo muy grandes audiencias. Eso causó a que la serie tuviese otras temporadas. Solo se canceló, porque una nueva dirigencia de ABC, que entró después de 4 temporadas, decidió cancelarla en provecho de fórmulas más arriesgadas una vez finalizada una quinta temporada. También le dio la fama al actor principal Michael Chiklis, lo que le posibilitó interpretar a Vic Mackey, el protagonista de la serie aún más famosa The Shield (2002–2008).